# The Showmen
The Showmen erano un gruppo musicale italiano in attività negli anni sessanta e settanta.

## Formazione
- Mario Musella - voce e basso
- James Senese - sax, flauto, percussioni e voce
- Elio D'Anna - sax, flauto
- Carlo Manguso - Chitarra
- Giuseppe Botta - chitarra
- Leonardo Palomba - sax, flauto
- Silvio Iaccarino - organo Hammond e tastiere
- Mario Izzo- chitarra
- Luciano Maglioccola - tastiere
- Franco Del Prete - batteria e percussioni
- Luciano Gargiulo - batteria e percussioni (turnista dal 1970 al 1972)

## Storia del gruppo
La musica del gruppo, nonostante l'impronta marcatamente "rhythm & blues", dovuta anche all'ascendenza nordamericana di Musella e Senese, si colloca su temi melodici come dimostrano i loro primi successi: rielaborazioni in chiave moderna di pezzi classici come Non si può leggere nel cuore e Un'ora sola ti vorrei (cover di una canzone scritta da Umberto Bertini per il testo e da Paola Marchetti per la musica, portata al successo nel 1938 da Fedora Mingarelli). Con quest'ultimo brano vincono il "girone B" del Cantagiro 1968.
L'anno seguente partecipano al Festival di Sanremo in coppia con Mal, con la canzone Tu sei bella come sei.
Nel 1970 incidono Mi sei entrata nel cuore, di Carla Vistarini e Luigi Lopez, etichetta RCA, pezzo con il quale entrano in classifica.
Il gruppo si scioglie una prima volta nel 1970, quando Elio D'Anna forma gli Osanna e Mario Musella decide di intraprendere la carriera di cantante solista con la seguente line-up: il tastierista Silvio Iaccarino; Leonardo Palomba al sax; Enzo Avitabile e il chitarrista Mario Izzo. Musella morirà prematuramente nel 1979, a soli 34 anni.
Nel 1971 Senese, Botta e Del Prete decidono di ricomporre il gruppo con il nome Showmen 2, aggiungendo alla formazione Gianmichele Mattiuzzo (tastiere e voce), Mario Archittu (trombone e pianoforte) e Piero Alonzo (chitarra). Incidono un solo LP prima di sciogliersi definitivamente.
James Senese e Franco Del Prete in seguito daranno vita al gruppo jazz-rock Napoli Centrale.
Nel 2012 viene pubblicato Arrivederci, album solista di Musella registrato nel 1975 per la King di Aurelio Fierro ma che era rimasto inedito; in esso suonano musicisti come Pino Daniele, Enzo Avitabile, Alfredo Golino, Mario Izzo, Leonardo Palomba, Silvio Iaccarino. Tra i brani vi è la title track, cover della celebre canzone di Umberto Bindi e Giorgio Calabrese.

## Discografia
Album
- 1968 - The Showmen (RCA Italiana, PSL 10436)
- 1974 - The Showmen (RCA Italiana, TCL-1-1006)
- 1980 - The Showmen (B.B.B. The World 0f Series, ZNKBB 34112)
- 1988 - The Showmen (Sorrang, VLP 679)
- 1994 - I successi di The Showmen (RCA Italiana, 74321 18679-4)
- 1998 - Un'ora sola ti vorrei (Replay Music)
- 2002 - The Showmen (RCA Italiana, 74321821472 (2))
- 2003 - Come pioveva (Replay Music, RMCD 4156)
- 2004 - 4 per 4 (RCA, 82876614632) con I Ribelli, I Quelli e I Giganti
- 2010 - The Showmen (M.E.A. Sud, CD 302)

Singoli
- 1967 - Credi credi in me/Basta che mi vuoi (RCA Italiana, PM 3418)
- 1967 - Un'ora sola ti vorrei/Ma perché ami il gatto? (RCA Italiana,  PM 3428)
- 1968 - Non si può leggere nel cuore/Di questo amore non parlo mai (RCA Italiana,  PM 3454)
- 1968 - Gloria, ricchezza e te/Voglio restare solo (RCA Italiana,  PM 3468)
- 1969 - Tu sei bella come sei/Dedicato a te (RCA Italiana,  PM 3483)
- 1969 - Sto cercando/Confessione (RCA Italiana,  PM 3489)
- 1970 - Mi sei entrata nel cuore/Ci crederesti se... (RCA Italiana,  PM 3530)
- 1971 - Catari'/Che m'è fatto (Storm, AR 4044)
- 1971 - Che succede dentro me/Che farai (Storm, AR 4045)